# Paul Göhre
Paul Göhre (né le 18 avril 1864 à Wurzen, mort le 6 juin 1928 à Buchholz) est un théologien protestant et homme politique allemand.

## Biographie
Göhre vient d'un milieu pauvre, mais peut fréquenter la Fürsten- und Landesschule St. Afra à Meissen grâce à une bourse. Il étudie la théologie et l'économie aux universités de Leipzig et de Berlin. Afin de proclamer la foi chrétienne aux ouvriers, il travaille dans l'usine pendant un quart d'année, mais constate que « les ouvriers se trouvaient dans une situation psychologique qui les empêchait de les aborder d'abord religieusement. L’expérience la plus élémentaire que j’ai eue a été qu'on devait d’abord améliorer complètement leur situation sociale avant qu’ils puissent être abordés à nouveau religieusement. » Il a publié ses expériences en 1891 dans l'étude Drei Monate Fabrikarbeiter und Handwerksbursche, qui est reçue comme une attaque contre l'Église protestante largement dirigée par la bourgeoisie et déclenche un débat public amer, Friedrich Naumann et Max Weber le soutiennent. Lorsqu'il s'engage trop socialement à Francfort-sur-l'Oder, où il est pasteur en 1894, il est mis en congé par l'administration de l'Église. En 1896, il fonde l'Association nationale-sociale avec Naumann et en 1900 il rejoignit le Parti social-démocrate.
Göhre est membre de la coopérative de consommation de Leipzig-Plagwitz, dont il rapporte en détail la première période de sa propre expérience dans son livre Die deutschen Arbeiter-Konsumvereine en 1910. Göhre travaille intensivement en tant que rédacteur en chef de biographies de travailleurs à la maison d'édition d'Eugen Diederichs (de). Il publie l'autobiographie de Franz Rehbein (de).
Alors que les sociaux-démocrates ne veulent pas de prosélytes chrétiens d'un côté et de l'autre l'Église protestante se méfie de ce mouvement politique, Göhre rompt complètement déçu avec l'Église en 1906. Il est élu au Reichstag dans la circonscription de Mittweida de 1903 à 1907 puis à nouveau dans la circonscription de Marienberg de 1912 à 1918. Pendant la Première Guerre mondiale, Göhre se porte volontaire dans l'armée et est sur le front de l'Est à partir de 1915. Après la guerre, il est nommé sous-secrétaire d'État au ministère de la Guerre de Prusse en 1918 et en 1919 au poste de secrétaire d'État au ministère d'État prussien (de). En 1923, il démissionne de toutes ses fonctions pour des raisons de santé.